# Diário de Viseu
O Diário de Viseu é um jornal local diário português inserido no grupo empresarial do histórico Diário de Coimbra. Foi fundado por Adriano Lucas em 2 de junho de 1997. É publicado de Segunda a Sexta-Feira. É atualmente o único jornal diário impresso da região de Viseu.

## Ficha técnica
Nº de registo no I.C.S: E.R.C 107663
Director: Adriano Callé Lucas
Directores-adjuntos: Miguel Callé Lucas, Daniela Homem-Pinto, Eduarda Macário
Propriedade: Adriano Lucas, Lda.

## Estatuto editorial
O Diário de Viseu mantém a sua rota editorial de órgão liberal, independente do poder político e do poder económico monopolista, defensor da Democracia Pluralista, da Liberdade de Imprensa, da economia de mercado não monopolista, da regionalização de Portugal e da sua integração na União Europeia como a melhor solução para os viseenses, beirões, portugueses e europeus que também somos de pleno direito.
Defensor intransigente da Liberdade de Imprensa, da Democracia Pluralista continuaremos como sempre na defesa da liberdade e fraternidade. Na defesa do cidadão e das minorias.
Como «Órgão Regionalista das Beiras» que somos, consideramos que o poder político deverá ser descentralizado através da regionalização, numa região única, a Região das Beiras.
Aliás a Regionalização é uma necessidade e uma orientação da própria União Europeia que, naturalmente, virá a centralizar as decisões que interessam à generalidade dos países que a compõem, orientação geral sobre assuntos ecológicos, agrícolas, sociais, militares, negócios estrangeiros, etc.
O Diário de Viseu assume o compromisso de respeitar os princípios deontológicos da imprensa e a ética profissional dos jornalistas, de modo a não poder prosseguir apenas fins comerciais, nem abusar da boa fé dos Leitores, encobrindo ou deturpando a informação.

## Marcos importantes
A edição do dia 23 de Março de 2009 proporcionou ao jornal um protagonismo mediático nacional e internacional até então nunca alcançado. Nesse dia, o Diário publicou um artigo de opinião polémico de D. Ilídio Leandro, Bispo de Viseu, intitulado A viagem de Bento XVI a África - A propósito dos preservativos…. Estas palavras provocaram um terramoto no Vaticano, que terá alegadamente começado a preparar uma resposta oficial às posições do Bispo.ligação externa. O jornal estava lançado na ribalta.

## Citações na blogosfera
- «Carta enviada ao Diário de Viseu»
- «Diário Regional de Viseu»
- «História real». -Diário Regional de Viseu